# Lepidiolamprologus profundicola
Lepidiolamprologus profundicola är en fiskart som först beskrevs av Poll, 1949.  Lepidiolamprologus profundicola ingår i släktet Lepidiolamprologus och familjen Cichlidae. IUCN kategoriserar arten globalt som livskraftig. Inga underarter finns listade i Catalogue of Life.